# Mousson
Mousson é uma comuna francesa na região administrativa de Grande Leste, no departamento de Meurthe-et-Moselle. Estende-se por uma área de 5,73 km². Em 2010 a comuna tinha 105 habitantes (densidade: 18,3 hab./km²).